# Presqueiras (Forcarey)
Presqueiras (oficialmente San Miguel de Presqueiras) es una parroquia española del municipio de Forcarey, perteneciente a la provincia de Pontevedra, en la comunidad autónoma de Galicia.

## Toponimia
La parroquia puede aparecer referida con las grafías «Presqueiras» y «Pesqueiras».

## Historia
Hacia mediados del siglo XIX, la parroquia, ya por entonces perteneciente a Forcarey, tenía contabilizada una población de 786 habitantes. Aparece descrita en el duodécimo volumen del Diccionario geográfico-estadístico-histórico de España y sus posesiones de Ultramar de Pascual Madoz con las siguientes palabras:

PESQUEIRAS (San Miguel): felig. en la prov. de Pontevedra (5 leg.), part. jud. de Tabeirós (á la Estrada 4), dióc. de Santiago (7), ayunt. de Forcarey (1 1/2). sit. en la falda oriental del monte Seijo; el clima es bastante frio, y propenso á reumas; los vientos mas frecuentes los del N. y S. Tiene 212 casas en los l. de Alfonsin, Cernadelo, Barro. Debesa de Abajo, Debesa de Arriba, Guisande, San Miguel, Morgade, Outeiro y Penalva. Hay escuela de primeras letras frecuentada por 50 ó 60 niños, y otra concurrida por unas 20 niñas, cuyos padres dan á los respectivos maestros la retribucion convenida. La igl. parr. (San Miguel) está servida por un cura de término y patronato lego. Hay tambien una ayuda de parr. bajo la advocacion de Sta. Maria; una ermita dedicada á San Roque en el l. de Outeiro y otra á la Vírgen del Cármen en el de Guisande. Confina el térm.: N. Folgoso; E. Pardesoa; S. Girazga, y O. monte del Seijo. El terreno es de mediana calidad: le baña un riach., el cual nace en esta parr. y en la de Pardesoa; le cruzan 7 puentecillos, y toma el nombre de r. Porto. En el parage llamado Penachan hay una mina de estaño que se esplotó antiguamente, y habiéndose abandonado se halla denunciada de nuevo. Además del espresado monte hay al E. el llamado de Parada, y al S. el de Sto. Domingo. El correo se recibe de Cerdedo. prod.: maiz, centeno, mijo y patatas; se cria ganado vacuno y lanar; caza de perdices y conejos. ind.: la agrícola, molinos harineros y cantería. pobl.: 212 vec., 786 alm. contr.: con su ayunt. (V.).
(Madoz, 1849, p. 821)

En 2023, tenía empadronados 148 habitantes.